# Électronique domestique
L'électronique domestique est l'ensemble des appareils utilisant l'électronique et exigeant une certaine programmation occupant un lieu de vie humaine (appartement, maison, etc.)
Bien qu'il y ait des convergences avec la domotique, celle-ci est plus adaptée au pilotage des fonctions du domicile lui-même, (régulation thermique, sécurité, etc.), qu'aux travaux et usages ménagers.[réf. souhaitée]

## Intégration croissante de l'électronique dans l'électroménager
Le secteur se diversifie de plus en plus[Quand ?] et reprend à peu près tout ce qui relevait anciennement du simple électroménager. Des nouvelles fonctions apparaissent et plus particulièrement :
- tout ce qui est audiovisuel ainsi que l'informatique personnelle dans la mesure où il s'agit d'équipements utilisés essentiellement dans le domicile ;
- les équipements du ménage qui sont de plus en plus « robotisés », (lave-vaisselle, lave-linge, sèche-linge) ;
- le four à micro-ondes, la plaque halogène, le four à cuisson ;
- le réfrigérateur - congélateur - cave à vin ;
- le petit électroménager - secteur de plus en plus diversifié, (aspirateurs, fers à repasser, mixeurs...).

## Aspects civilisationnels
La sophistication croissante de ces appareils, d'une part les rend de plus en plus performants, d'autre part complexifie leur utilisation en aboutissant à une véritable « technologie ménagère » demandant de plus en plus de qualification de ses utilisateurs.[réf. souhaitée]

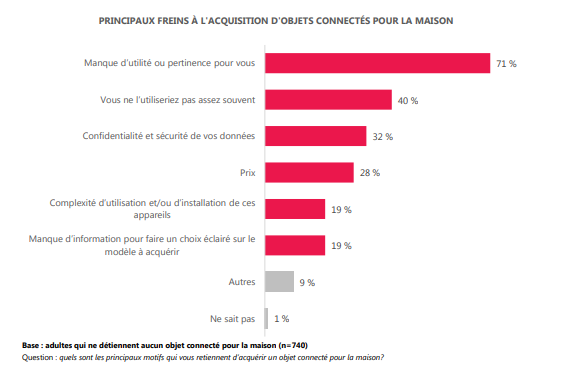
Diagramme de l'intérêt pour les technologies à domicile